# 宗 (行政區)
宗（藏語：རྫོང，威利转写：rdzong）是歷史上西藏及其附屬地區的基層行政区，起源於帕木竹巴時期。長官為「宗本」（藏語：རྗོང་དཔོན་，威利转写：rdzong dpon），每宗置一至二人，相当于中國内地的县长。
「宗」为藏语音译，古代义为「城堡」、「碉堡」，一般為该地大小部落酋长的驻地。宗作為行政單位最早出現於帕木竹巴時期。大司徒絳曲堅贊推行宗谿制度，用以取代薩迦巴的萬戶制度。「宗」與谿卡同為西藏基層行政單位，谿卡的地位比宗低或者平級。
在清代，西藏的宗分为三等：
- 一等宗设宗本两名，僧俗各一，官位五品。
- 二等宗设宗本一名或两名，僧、俗各一，或由僧俗轮流担任，官位六品。
- 三等宗设宗本一名，僧俗均可，官位七品。

宗本一般由噶廈或三大寺任命。在不受噶廈管轄的地區，由當地活佛管理。

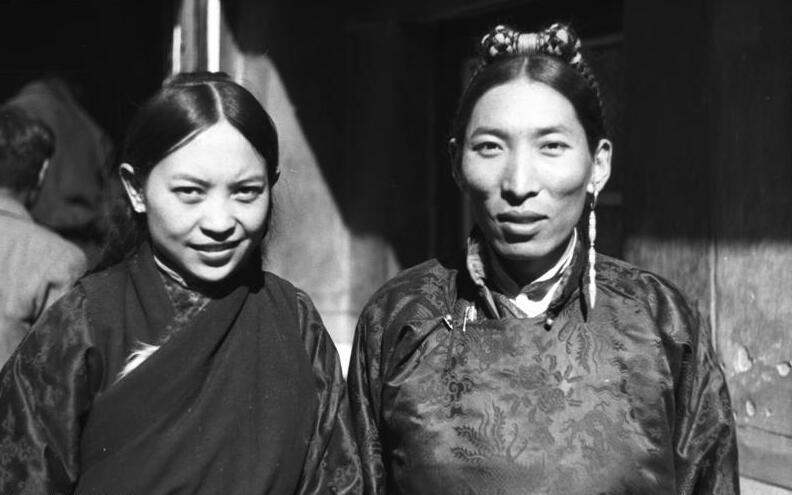
著官服的江孜宗本和夫人。1938年。

1912年以後，宗隸屬于基巧，相当于汉地的县。
1959年藏区骚乱後，中國政府将西藏地区原有的83个宗和64个相当于宗的独立谿卡合并划分72个县，不過在藏語中仍使用“宗”（རྫོང）一詞來對譯。
不丹深受西藏文化的影響，今日的不丹以「宗喀」為行政區劃單位，長官稱為宗本。